# Mistrz Latającej Gilotyny
Mistrz Latającej Gilotyny (oryg. Du bi quan wang da po xue di zi, chiń. upr. 独臂拳王大破血滴子; chiń. trad. 獨臂拳王大破血滴子) – tajwańsko-hongkoński film akcji z 1976 roku w reżyserii Jimmy’ego Wanga.
Film zarobił 1 269 987 dolarów hongkońskich w Hongkongu.

## Fabuła
Latająca Gilotyna jest potężną bronią dystansową. Była używana przez specjalnie wytrenowanych strażników pałacu Cesarza Yung Chenga. Wielkim mistrzem tej sztuki walki był pustelnik Fung Sheng Wu Chi. Pewnego dnia dwóch uczniów Fung Shenga zostaje zabitych przez Jednorękiego Wojownika. Wielki Mistrz musi wykorzystać Latające Gilotyny, by dokonać zemsty na tym wojowniku.

## Obsada
Źródło: Filmweb

- Tak Chi Chen
- Ming Fei Wang
- Pai Cheng Hau – Mistrz Wu
- Fu Chiang Chi – Nai Men
- Fei Lung – Yakuma Jiro
- Tsim Po Sham – tajski bokser
- Wang Lung-wei – Yakuma
- Chia Yung Liu – Mistrz Yogi
- Chung-erh Lung – Wu Xiao Die
- Kang Kam – Fung Sheng Wu Chi
- Jimmy Wang – Tien Lung
- Tien Wu Chu
- Wai Hsiung Ho
- Han Hsieh – arbiter
- Hsing Hsieh
- Fong Lung – Pięści Tygrysa
- Mao Shan
- Kao Shan Shao
- Kun Chang Teng
- Chiang Wang
- Tai Liang Wong – małpi bokser
- Wing Sheng Wang – Mistrz Yogi
- Sung Chao Yu